# 陳芸 (沈復妻子)
陳芸（1763年2月—1803年4月21日），字淑珍，江蘇蘇州府吳縣（今蘇州市）人，清代人物，《浮生六記》裡的女主人，作家林語堂稱她是「中國文學上一個最可愛的女人」，為沈复的表姐及妻子。

## 生平
清乾隆二十八年（1763年）正月，出生於蘇州府，父親陳心餘，母親金氏。十一月沈復生。乾隆三十一年（1766年），父親逝世。
乾隆四十年（1775年），與沈復訂婚。乾隆四十五年（1780年）正月二十二日，與沈復結婚。六月，夫婦遷居於我取軒中。七夕，同拜天孫。中秋夕，偕遊滄浪亭。
乾隆五十年（1785年），沈復隨父在海寧。《浮生六記》卷三記錄，芸失歡於其舅（翁）之始。
乾隆五十二年（1787年），女青君出生。乾隆五十四年（1789年），子逢森出生。
乾隆五十五年（1790年），因翁納姚女之故，芸始失歡於其姑。乾隆五十七年（1792年），翁因事怒逐芸。夫婦遂偕居於魯璋之蕭爽樓，以書畫繡績為生。
乾隆五十八年（1793年），菜花黃時，偕復客游南園。夏六月，夫婦偕游吳江，夕泊舟於萬年橋下。
乾隆五十九年（1794年），夏七月翁至蕭爽樓招芸返家。
乾隆六十年（1795年），中秋日，夫婦隨其母游虎丘。芸始遇憨園。十八日結約為姊妹。
嘉慶元年（1796年），憨園為有力者奪去，芸發舊疾。嘉慶五年（1800年），秋八月，復偕客游無隱禪院，歸作《無隱圖》一幅。芸以十日力繡《心經》一部，而病愈增。冬十二月，家庭構變。二十六日五更，夫婦往無錫東高山華大成家。即在彼度歲。
嘉慶六年（1801年），青君至王氏為養媳。逢森則入肆中學貿易。
嘉慶七年（1802年），秋八月，芸寄書復，言欲來揚州。復在揚州先春門外，賃臨河之屋兩椽。冬十月，芸攜婢阿雙至揚州。
嘉慶八年（1803年），春二月發血疾。復又至靖江求貸。婢阿雙逃走。三月三十日，芸逝於揚州，年四十一。厝棺於揚州西門外金桂山。

## 語錄
- 布衣菜飯，可樂終身。[7]
- 憶妾唱隨二十三年，蒙君錯愛，百凡體恤，不以頑劣見棄。知己如君，得婿如此，妾已此生無憾。若布衣煖，菜飯飽，一室雍雍，優游泉石，如滄浪亭、蕭爽樓之處境，真成火神仙矣。神仙幾世纔能修到，我輩何人，敢望神仙耶！強而求之，致干造物之忌，即有情魔之擾。總因君太多情，而妾生薄命耳！[6]
- 君之不得親心，流離顛沛，皆由妾故，妾死則親心自可挽回，君亦可免牽掛。堂上春秋高矣，妾死，君宜早歸。[6]

## 詩評
- 杜詩錘煉精純，李詩激灑落拓．與其學杜之森嚴，不如學李之活潑。[7]
- 格律謹嚴，詞旨老當，誠杜所獨擅。但李詩宛如姑射仙子，有一種落花流水之趣，令人可愛。非杜亞於李，不過妾之私心宗杜心淺，愛李心深。[7]

## 詩作
- 秋侵人影瘦，霜染菊花肥。
- 獸雲吞落日，弓月彈流星。

## 評價
- 沈復：「嗚呼！芸一女流，具男子之襟懷才識。歸吾門後，余日奔走衣食，中饋缺乏，芸能纖悉不介意。及余家居，惟以文字相辯析而已。卒之疾病顛連，賫恨以沒，誰致之耶？余有負閨中良友，又何可勝道哉？」[6]
- 王韜：「筆墨間纏綿哀感，一往情深，於伉儷尤敦篤。」[8]
- 林語堂：「在這故事中，我彷彿看到中國處世哲學的精華在兩位恰巧成為夫婦的生平上表現出來。兩位平常的雅人，在世上並沒有特殊的建樹，只是欣賞宇宙的良辰美景，山林泉石，同幾位知心友人過他恬淡自適的生活——蹭蹬不遂，而仍不改其樂。」[1]
- 廖素卿：「夫婦二人癖好相同，且能察眼意，懂眉語，一舉一動，示之以色，都能心靈相感通。」[9]
- 張四連：「《浮生六記》中的陳芸，生活處處都充滿了美的行為藝術，卻也常常彌漫著一種濃厚的悲涼情思。她從綱常人倫的禮教中掙脫出來之後，順從自己的內心世界，驚喜發現世間自然而然的種種歡娛，自然界的一草一木，也同樣充滿了情思，似乎和人同憂喜。」[10]

## 詩詠
- 題浮世六記（清．管貽葄）

劉樊仙侶世原稀，瞥眼風花又各飛，

贏得紅閨傳好句，秋深人瘦菊花肥。